# Anders Svedlund
Anders Johan "Andy" Svedlund, född 23 oktober 1926 i Mellösa, Södermanlands län Sverige; död 20 april 1979 i Auckland, Nya Zeeland; var en svensk äventyrare och oceanroddare. 1971 blev Svedlund förste person att ensam korsa Indiska oceanen i roddbåt.

## Biografi
Anders Svedlund föddes 1926 i Mellösa i Flens kommun som första barnet till familjen. Under ett fåtal månader under 1936 avled alla i familjen utom Anders och hans yngre bror.
1950 lämnade Svedlund Sverige och reste först till Paris och sedan vidare ut i världen. Han försörjde sig med ströjobb (bl.a. guldgrävning på Nya Guinea) och kom senare till Australien. Han seglade runt Söderhavet där han träffade sin blivande fru Tua. Paret gifte sig senare på ön Rarotonga och flyttade därefter till Nya Zeeland där de fick två döttrar, Teremoana och Karin, men senare skiljer sig paret.
1970 startade Svedlund sitt första försök att ensam korsa Indiska Oceanen i roddbåt, han lämnade Perth den 15 september men fick avbryt resan den 18 september.
1971 inledde Svedlund ett nytt försök. Han startade den 21 april i den 6,5 meter (21 foot) långa båten ”Roslagen”  från Kalbarri i regionen Northampton Shire i Western Australia och anlände 24 juni till Diégo-Suarez i regionen Diana på Madagaskar efter en färd på 64 dagar och en sträcka om cirka 6941 km (3748 Nautisk mil). Svedlund blev då den första personen att ensam korsa Indiska oceanen i roddbåt.
1974 inledde Svedlund den första ensamkorsning över Stilla havet i roddbåt. Han startade den 27 februari i samma båt (nu omdöpt till ”Waka Moana”) från Huasco i regionen Región de Atacama i mellersta Chile och anlände 6 september till Västra Samoa efter en färd på 191 dagar och en sträcka om cirka 10 400 km (5615 Nautisk mil). Svedlund blev då även den första personen att ensam korsa Stilla havet i roddbåt.
Svedlund avled 1979 i efter sviterna efter att ha ramlat och slagit i huvudet vid byte av en glödlampa. Han är begravd på "Mangere Lawn Cemetery" i Māngere i södra Auckland.